# Os Tambores Silenciosos
Os tambores silenciosos  é um livro do escritor brasileiro Josué Guimarães, publicado por primeira vez em 1977, pela Editora Globo. 

Na primeira edição do Prémio Érico Veríssimo, revelado no decorrer de 1976, Josué Guimarães, escritor gaúcho e um dos amigos íntimos de Érico Veríssimo, alcançou o grande prémio com este romance.